# هولت، دورست
هولت (به انگلیسی: Holt) یک روستا و محله مدنی در بریتانیا است که در East Dorset واقع شده‌است.